# ABX Air
ABX Air é uma companhia aérea cargueira com sede em Ohio, EUA.

## História

Logotipo da Airborne Express

A ABX Air foi fundada em abril de 1980 como Airborne Express quando a Airborne Freight Corporation adquiriu a Midwest Air Charter. As operações  começaram logo no mesmo ano. Era uma subsidiária da Airborne Freight Corporation of Seattle. Além de sua atividade principal de transporte de carga, a Airborne Express também realizou serviços de manutenção de fuselagem para vários tipos de aeronaves. Em março de 1995 a empresa aérea tinha 5,500 funcionarios. Em 12 de janeiro de 1996, a empresa adquiriu 12 Boeing 767 para conversão em cargueiros.
Em 16 de agosto de 2003 A ABX Air se tornou uma empresa pública como parte da fusão da DHL e da Airborne, na qual a DHL manteve as operações terrestres da Airborne e desmembrou suas operações aéreas como ABX Air Inc. As ações ordinárias da ABX Air foram negociadas no NASDAQ National Market sob o símbolo ABXA. No início de 2007, a ABX Air firmou um contrato ACMI com a All Nippon Airways para começar a voar de carga na Ásia. O contrato utilizou duas aeronaves Boeing 767-200SF. Em março de 2007, a companhia aérea tinha 7.600 funcionários.
Em 2 de novembro de 2007, o CEO Joe Hete e o conselho de diretores da ABX Air anunciaram que a empresa havia celebrado um acordo para adquirir a Cargo Holdings International, a empresa controladora da Air Transport International (ATI) e da Capital Cargo International Airlines por um custo de $ 350 milhão. A transação foi finalizada em 31 de dezembro de 2007,  e a ABX Air foi reorganizada como subsidiária de uma holding, posteriormente denominada Air Transport Services Group (ATSG).

Logotipo da ABX Air até 2021

Em 10 de novembro de 2008, o maior cliente da ABX Air, a DHL, anunciou um plano para sair do mercado doméstico dos Estados Unidos. Os planos anteriores da DHL eram manter suas operações nos Estados Unidos, contratando-as para a United Parcel Service. Em 30 de março de 2010, a ATSG, empresa controladora da ABX Air, celebrou novos contratos de longo prazo com a DHL, segundo os quais a ABX Air continuaria fornecendo transporte aéreo para a parte dos EUA da rede internacional da DHL.

## Frota

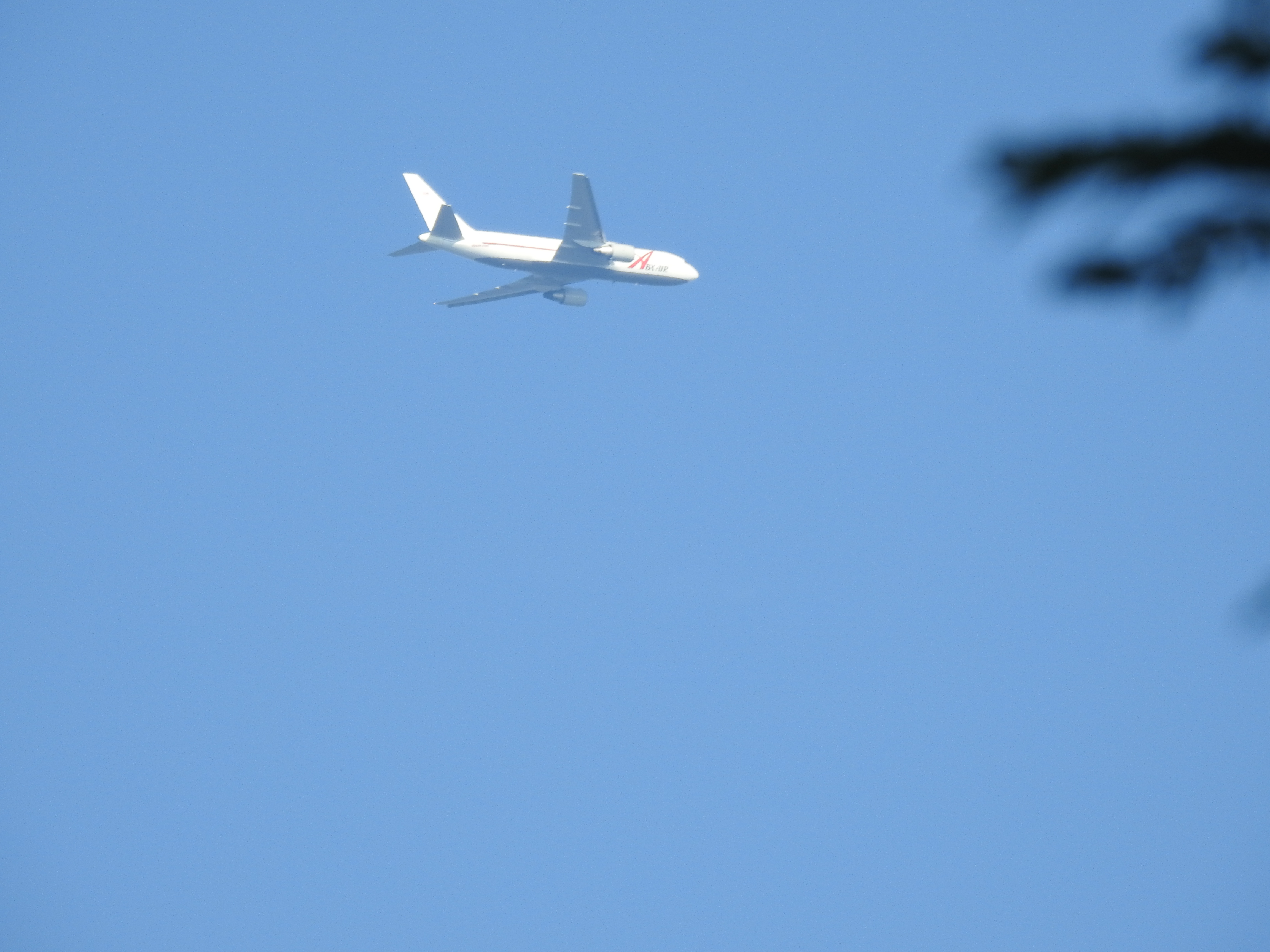
Boeing 767 da ABX Air em pleno voo em 2019

Em novembro de 2020 a frota da empresa era composta por:
| Aeronaves          | Em Serviço | Notas |
| ------------------ | ---------- | ----- |
| Boeing 767-300BDSF | 8          |       |
| Boeing 767-200BDSF | 12         |       |
| Total              | 20         |       |

### Frota histórica
| Aeronaves              | Total | Anos de operação | Notas |
| ---------------------- | ----- | ---------------- | ----- |
| Douglas DC-8-60        | 16    | 2003-2009        |       |
| Mcdonnell Douglas DC-9 | 74    | 2003-2005        |       |
| Total                  | 90    |                  |       |

## Acidentes

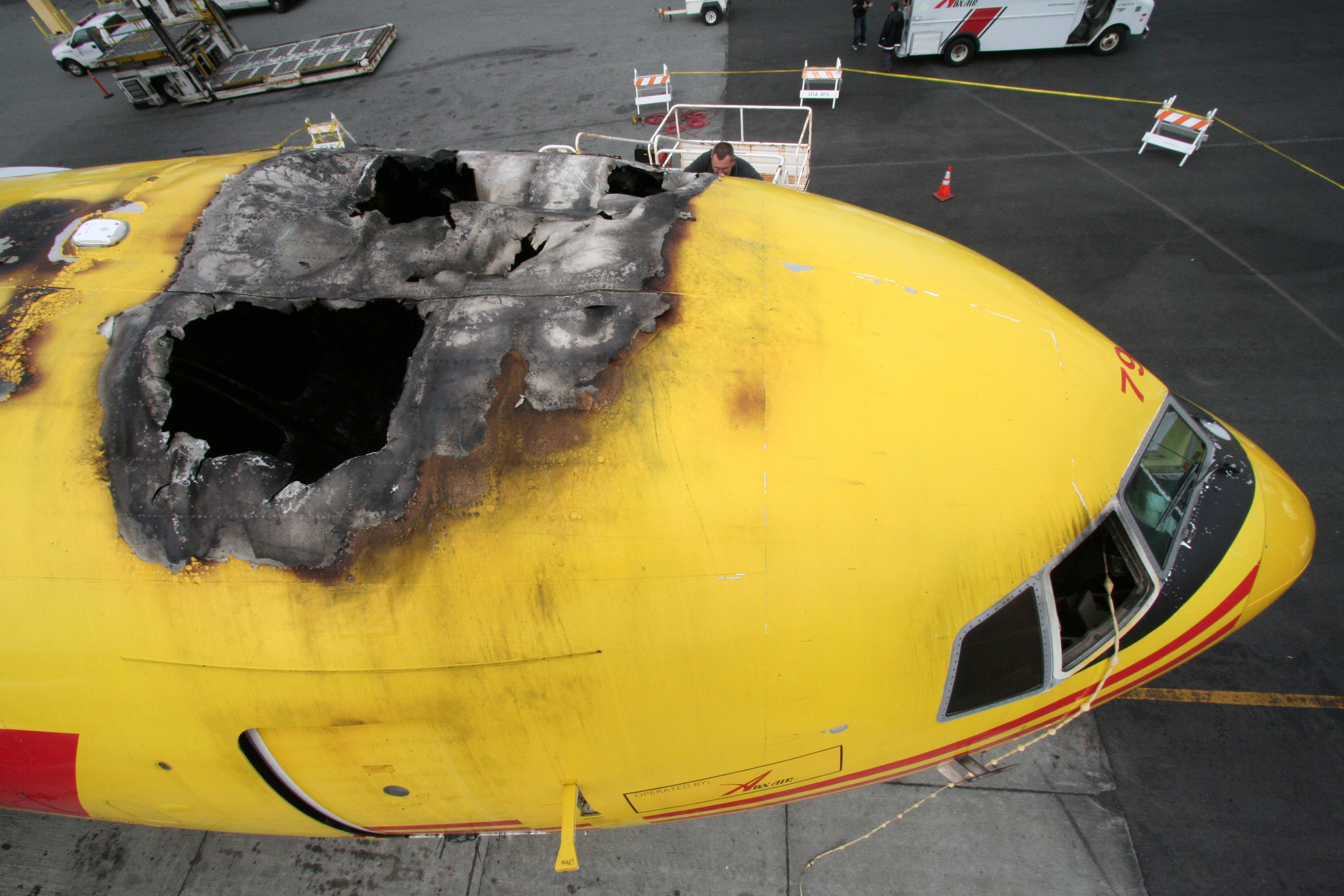
O Boeing 767-200F involvido no acidente com a cabine queimada no Aeroporto Internacional de São Francisco

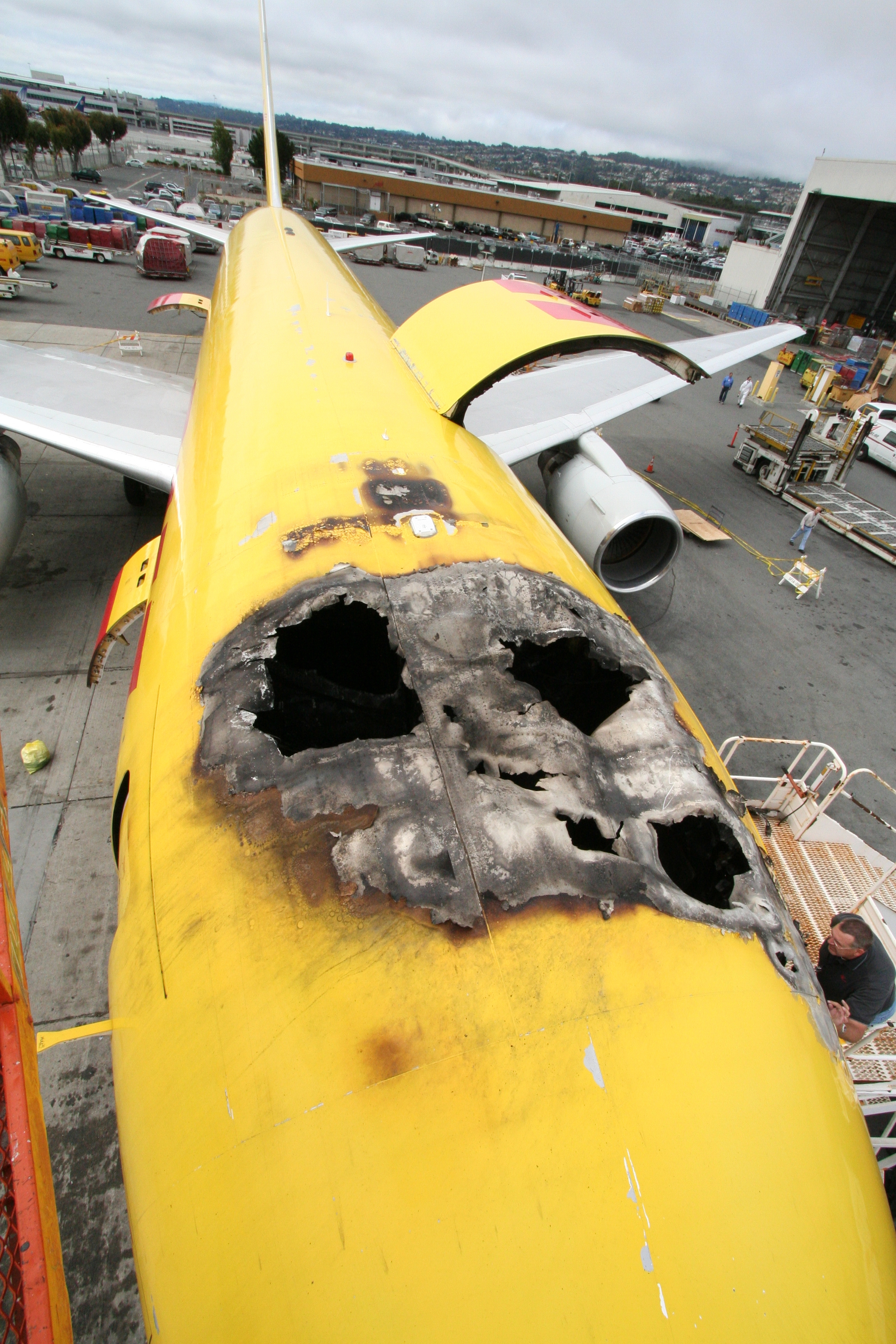
Outra visão da cabine queimada do Boeing 767-200F

- 29 de junho de 2008: um Boeing 767-200F prefixo N799AX, pegou fogo no Aeroporto Internacional de São Francisco. Todos os 2 tripulantes a bordo, sobreviveram.[9]